# Yermak Point
Der Yermak Point (englisch für russisch Мыс Ермак Mys Jermak) ist eine Landspitze an der Oates-Küste des ostantarktischen Viktorialands. Sie liegt etwa 40 km westnordwestlich der Snamenski-Insel am Westufer der Rennick Bay.
Benannt wurde sie 1959 durch Teilnehmer der Zweiten Sowjetischen Antarktisexpedition (1956–1958) nach dem Eisbrecher Jermak. Das Advisory Committee on Antarctic Names übertrug diese Benennung 1964 ins Englische.